# Jean de la Cassière

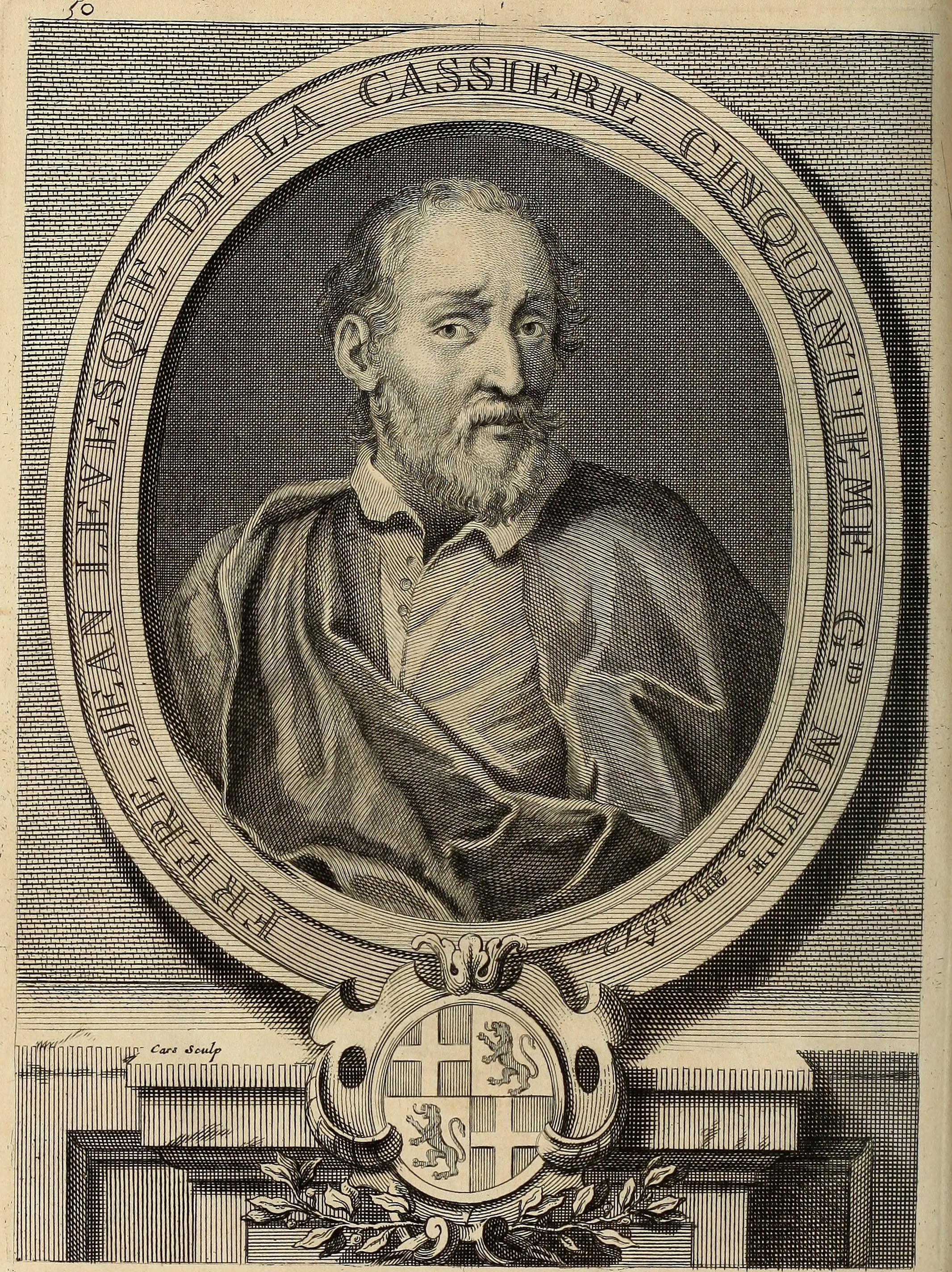
Jean de la Cassière
Kupferstich um 1725

Großmeisterwappen von Jean de la Cassière

Jean de la Cassière, genannt l'Evêque („der Bischof“), (lat. Ioannes Episcopius Cassertanus, * 1503 in Frankreich; † 12. Dezember 1581 in Rom) war vom 30. Januar 1572 bis zu seinem Tod der 51. Großmeister des Malteserordens. Vor der Wahl zum Großmeister war er Großmarschall des Ordens, ein Amt das der Zunge der Auvergne zustand.
Er erbaute die Kapelle der Sacra Infermeria und die Konventualkirche, die heutige St. John’s Co-Cathedral in Valletta, wo sich erst seit 1571 der Ordenssitz befand. Auch die prächtigen Herbergen der Provence, Italiens und Aragons entstanden in seiner Zeit.
Die frühen Jahre seiner Herrschaft als Großmeister waren geprägt von zahlreichen Streitigkeiten und Auseinandersetzungen mit dem Bischof von Malta über dessen kirchliche Gerichtsbarkeit. Diese Streitigkeiten waren beispiellos in der Geschichte des Ordens. Schließlich entsandte Papst Gregor XIII. einen Großinquisitor, der auf enorme Ressentiments innerhalb des Ordens stieß.
Ein weiterer großer Konflikt entstand 1575 mit der Republik Venedig, da der Orden die Waren eines jüdischen Kaufmannes auf einer venezianischen Galeeren beschlagnahmte. Venedig war empört und der Orden stand vor der Gefahr, alle seine Besitzungen auf venezianischem Gebiet zu verlieren. Auch hier intervenierte der Papst und der Orden musste eine Entschädigung zahlen um den Konflikt zu beenden. Auch dies führte zu großer Unzufriedenheit unter den Rittern.
Die dritte und schwerwiegendste Ursache der Zwietracht innerhalb des Ordens während Cassieres Amtszeit wurde von König Philipp II. von Spanien ausgelöst, der es geschafft hatte, die Ernennung seines Cousins, des 17-jährigen Erzherzogs Wenzel von Österreich (Sohn von Kaiser Maximilian II.) zum Großprior von Kastilien zu erreichen. Aufgebracht über die Einmischung des Königs rebellierten die kastilischen Ritter des Ordens offen gegen diese Vereinbarung. Der Papst verlangte von den Rittern, sich öffentlich vor dem Großmeister und dem Generalkapitel für diese Ungehorsamkeit zu entschuldigen. Aber auch mit dem Inquisitor Domenico Petrucci geriet de la Cassière in Streit.
Diese Ereignisse nährten weitere Ressentiments innerhalb des Ordens gegen la Cassiere und führten schließlich im Jahre 1581 zur Absetzung von Cassiere durch den Orden und seiner Festsetzung im Fort St. Angelo. So wurde Mathurin Romegas, der 1577 zum Leutnant (Stellvertreter) des Großmeisters gewählte ehemalige Großprior von Toulouse und des Ordens bekanntester Seeheld, de facto zum Großmeister. Der Papst reagierte hierauf durch die Entsendung seines Sondergesandten Gaspare Visconti zur Untersuchung des Streites und gleichzeitig zur Verwaltung des Ordens. La Cassiere und Romegas erhielten beide eine Ladung nach Rom zur Klärung dieses Vorfalles. La Cassieres Ankunft in Rom am 26. Oktober 1581 sowie sein Empfang durch Papst Gregor XIII., erfolgte unter Wahrung der Zeremonien, die einem Großmeister zustanden. Im Gegensatz hierzu erfolgte Romegas Empfang mit extremer Kälte und Verachtung. Romegas starb, allein und mit gebrochenen Geist, innerhalb einer Woche, am 4. November 1581. La Cassiere wurde von allen Anschuldigungen und Vorwürfen ehrenhaft freigesprochen und wieder in die Position des Großmeisters eingesetzt. Er lebte aber nicht mehr lange genug um seinen Triumph zu genießen, sondern verstarb am 21. Dezember 1581 im Alter von 78 Jahren in Rom. Sein Leichnam wurde nach Malta überführt und in der St. John’s Co-Cathedral in Valletta beigesetzt.